# Quíscal de Mèxic
El quíscal de Mèxic o merla mexicana (Quiscalus mexicanus) és un ocell passeriforme gran que pertany a la família dels ictèrids. De vegades hom l'anomena informalment "corb", però en realitat no és parent dels corbs veritables, els quals pertanyen a la família Corvidae.
Es troba aquesta espècie des dels Estats Units en el nord fins a Perú en el sud. És comú dins aquestes regions i fins i tot està augmentant la seva distribució. El seu hàbitat sol ser les àrees agrícoles i els afores, on s'alimenta de fruites, llavors, i invertebrats.